# Retaule de la Verge dels Paers
El Retaule de la Verge dels Paers, també conegut com el Retaule de la Mare de Déu, Sant Miquel i Sant Jordi o Retaule de la Paeria és una obra gòtica realitzada per Jaume Ferrer II durant el segle xv. El retaule presideix actualment el Saló del Retaule del Palau de la Paeria de Lleida, l'espai on habitualment se celebren els matrimonis civils, si bé originalment presidia l'altar de la capella de la Paeria.

## Història

### Motius per a la seva creació
L'origen d'aquesta obra es remet a l'edat mitjana, en aquella època Lleida es trobava dins de la Corona d'Aragó. Les ciutats van viure una etapa de creixement que necessitava d'un cert ordre, aquest el proporcionava el govern municipal, qui entre altres coses s'encarregava de recaptar impostos.
El segle xv es considera una etapa convulsa per a la majoria de ciutats europees, la depressió econòmica i crisi demogràfica dels anys anteriors van augmentar les tensions socials a les ciutats, ja que es demanava accés als càrrecs municipals entre d'altres drets, de la mateixa manera els poders municipals buscaven una major emancipació dels poders reials, els quals tenien el suport gairebé incondicional de l'església.
D'aquesta manera, les diferents institucions i figures que conformaven el govern municipal van decidir obtenir prestigi i dignitat mitjançant la creació d'expressions plàstiques i artístiques, entre d'altres, escultures i retaules les quals tinguessin temàtica religiosa perquè la població els atorgués la mateixa devoció i aprovació. Una de les actuacions de la ciutat de Lleida, continuant amb la promoció artística del moment, va ser la creació d'una capella a l'interior de la Paeria.
| « | Per a aquest espai litúrgic i devocional els paers encarregaren un retaule al pintor més important en aquell moment a la ciutat, Jaume Ferrer. | » |

El terme «paer» significa 'home de pau'. La institució de la Paeria va ser atorgada per Jaume el Conqueridor a les autoritats municipals de Lleida el segle xiii.

### Autoria i datació
L'autoria d'aquesta obra se li va atribuir a Jaume Ferrer II per raons estilístiques i certa evidència documental. Es així perquè tot i que no es conserva, existeix o s'ha descobert un document que així ho digui, dos documents, un del 1439 i un altre de 1444, mostren una presència del presumpte autor a la Paeria com a mostassaf. Tampoc es pot extraure informació dels llibres dels Consells Generals del Municipi perquè presenta carències durant les legislatures dels anys esmentats.

Aquests documents han plantejat la hipòtesi que el retaule de Sant Miquel (mai trobat), pogués haver estat pintat a la taula on apareix Sant Miquel de l'actual retaule, és a dir que en un moment donat l'artista decidís aprofitar-la i reutilitzar-la.

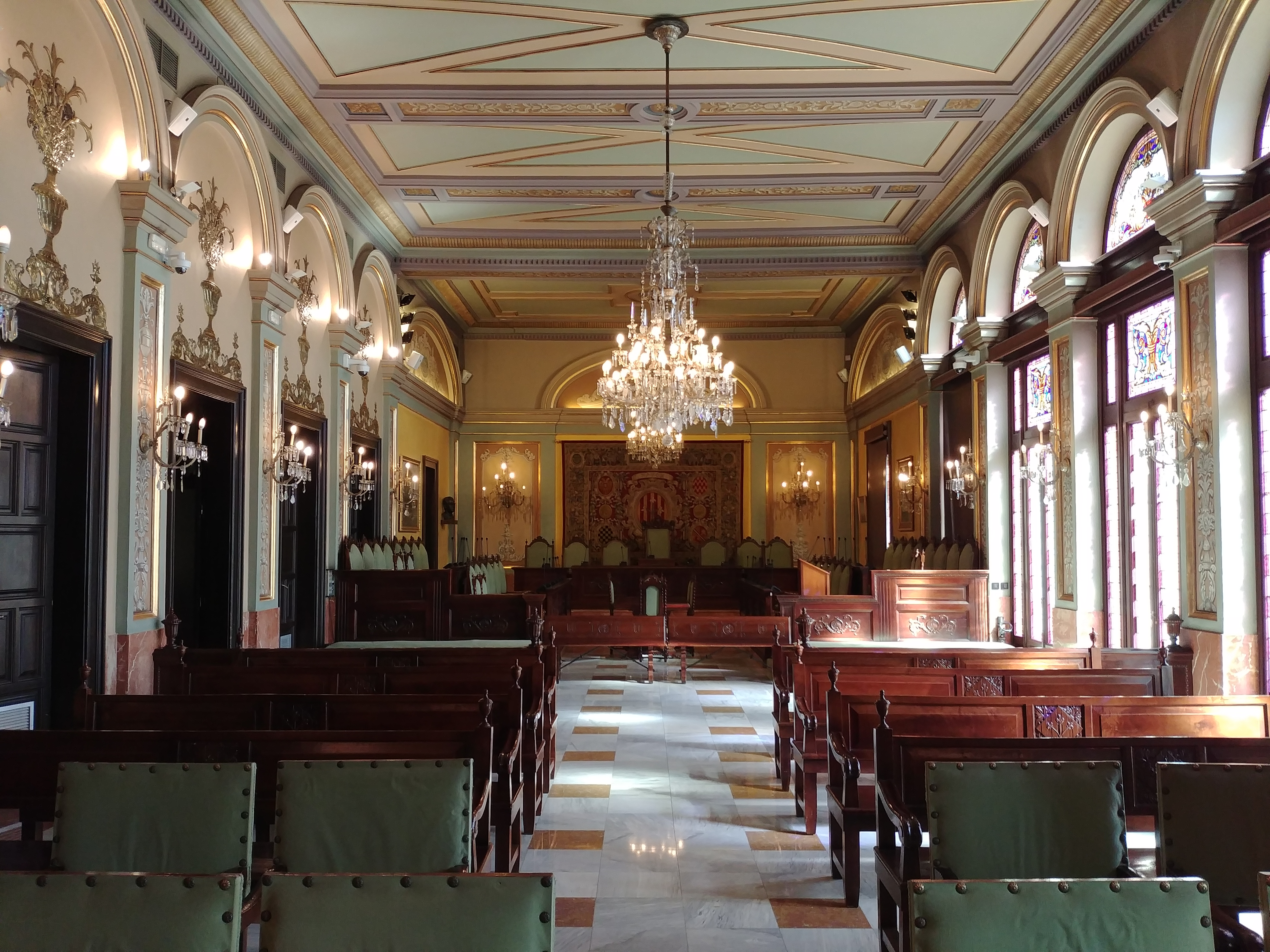
Sala de plens de la Paeria de Lleida la qual encara les vistes al retaule

No hi ha una datació clara de l'obra per falta de documentació, si bé es creu que podria haver estat pintat entre 1444 i 1455.
La data més antiga faria referència a la documentació de l'encàrrec del Retaule de Sant Miquel entre 1443 i 1447 que es podria haver modificat a favor de l'obra dedicada a la Mare de Déu en presència dels Paers. Si fos així el retaule hauria tingut la participació de Pere Teixidor, ja que existeix evidència de que en aquell moment estaven junts a Lleida i la doctora Rosa Alcoy va admetre la presència de dos o tres artistes a l'obra.
Es creu també que hauria de ser una obra posterior a 1445, moment en què Lluís Dalmau va presentar el Retaule de la Mare de Déu dels consellers, perquè es creu que podria ser una referència clara per a l'encàrrec de l'obra. Finalment en un document del 22 d'agost de 1453 el consell de la Paeria aprova el pagament de "certa obra", que podria fer referència a la construcció de la capella del retaule, i per tant, el retaule hauria de ser posterior.

### Situació actual

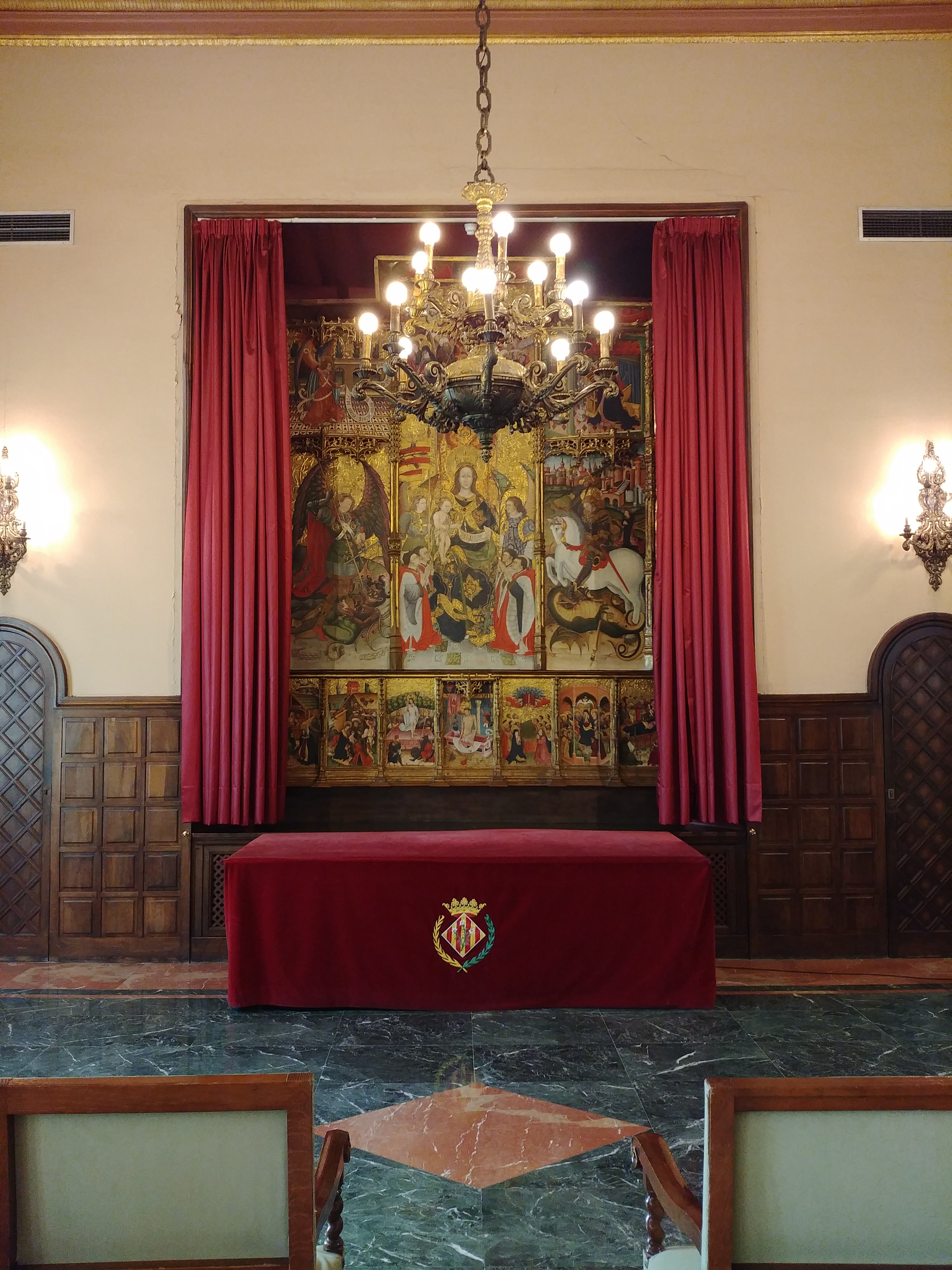
Retaule de la Verge dels Paers a la sala de plens o Saló del Retaule de la Paeria de Lleida 2017

Inicialment presidia l'altar de la capella de la Paeria. Posteriorment es va traslladar al Saló del Retaule. El 1992 es va desmuntar i va ser traslladat a Barcelona amb motiu d'una mostra temporal sobre art medieval que va tenir lloc durant els Jocs Olímpics de Barcelona 1992. 20 anys després, durant el 2012, es va traslladar al MNAC per a l'exposició Catalunya 1400. El gòtic internacional. El 26 de juliol del mateix any va tornar a Lleida.
Actualment el terme Paer, tot i que només utilitzat a la ciutat de lleida i en alguns municipis de la provincia, segueix designant a la persona de màxima autoritat del municipi o alcalde, de la mateixa manera l'edifici pren el nom de Paeria.
La Mare de Déu, envoltada dels quatre paers, simbolitza la protecció sobre el govern de la ciutat.

## Descripció del retaule
L'obra incorpora novetats del segon període del gòtic internacional, introduïdes als mateixos anys trenta a Barcelona per Bernat Martorell, amb qui Jaume Ferrer II es relacionà el 1450, i que es poden apreciar en l'escena de l'Anunciació d'aquest retaule on Jaume Ferrer pinta els objectes de l'escriptori de la Mare de Déu buscant l'efecte de la profunditat que dona la llum en projectar la seva ombra al darrere. És un afany per descriure la realitat quasi com un inventari, amb força nombre d'objectes en un context d'escena costumista. Els objectes d'escriptori ja descrits, però també mobles, llibres, un gerro amb flors, una gallina picotejant i un gat i una rata a la terrassa. Per altra banda, la manera exquisida com pinta la indumentària dels reis mags de l'escena de l'Epifania està molt lluny d'aquella sobrietat del món italogòtic sienès del tres-cents i l'acosta al gust pel detall del món flamenc, així com a la moda luxosa imperant a Florència i a les corts europees de l'època. (FALTA RECTIFICAR)

### Figures centrals

#### Taula de la verge i els paers
Com a figura central veiem la Mare de Déu entronitzada i coronada amb un nimbe daurat de grans dimensions en el qual es pot llegir “Ave Maria gratia plena dominus”. A la seva falda hi ha el nen Jesús, i els dos sostenen un filacteri on posa “Beati qui faciunt iutitia” (lloats els que fan justícia), frase que va dedicada als paers, que apareixen al seu costat agenollats.
Aquesta escena deixa clares les jerarquies socials i mostra clarament el caràcter i funció política de l'obra de manera que el poder dels paers és aprovat i per les diverses figures divines que hi apareixen. Seguint l'exemple del retaule de la Mare de Déu dels Consellers de Barcelona, obra de Lluís Dalmau, el govern de la Paeria busca amb les representacions artístiques amb figures divinitzades la legitimitat del poder de la institució local.
La figura amb més detall i riquesa ornamental és la de la Mare de Déu, el mantell que la vesteix actualment té un color verdós, tot i que era blau, porta un estampat amb un brocat daurat molt minuciós i una sanefa daurada també amb estampat floral amb una tècnica anomenada estofat, els plecs elaborats creen una sensació de volum i exuberància que augmenta l'impacte social. 190x110cm.
Dues figures acompanyen la Mare de Déu a banda i banda. A la dreta l'arcàngel Sant Miquel, patró de la ciutat de Lleida i considerat guardià de les ciutats, que aguanta la bandera de la Paeria en comptes de l'habitual creu. A l'esquerra de la Mare de Déu hi trobem l'arcàngel Sant Gabriel, reconegut per la seva vestimenta blanca i blava, i per portar una branca del paradís.

#### Taula de Sant Miquel
Apareix de nou l'arcàngel Sant Miquel, però aquest cop amb una postura més impactant i majestuosa, ja que està lluitant contra el dimoni, tot i que el seu rostre es mostra impassible i confiat. Se’l coneix per ser el protector de l'església, invocat per les temptacions. Des del punt de vista iconogràfic es representa la pesada de les ànimes o la psicòstasi.
La petita figura nua en un dels costats de la balança que sosté l'arcàngel representa una ànima fugint de les mans de Llucifer mentre aquest intenta fer trampa recolzant el seu cap a l'altre costat.
El dimoni hi apareix representat de forma completament grotesca amb una altra cara al pit, al ventre, al genoll i al muscle (espatlla). La seva morfologia correspon a un arquetipus vist en d'altres obres a Lleida com el retaule de Sant Pau Eremita i Sant Antoni Abat del Museu de Lleida. De la mateixa manera al llarg del segle xv es troben varis retaules dedicats a Sant Miquel.
Tècnicament és interessant destacar la utilització de la textura metàl·lica de l'armadura per practicar reflexos lumínics. 162x82 cm.

#### Taula de Sant Jordi
Aquesta taula està dedicada a Sant Jordi, patró de Catalunya. És una de les més conegudes i fàcils d'identificar, ja que es veu clarament un cavaller damunt d'un cavall blanc atacant al drac, i una princesa observant al fons. Al primer pla s'hi representa la ciutat líbia de Cirene, amb nombrosos personatges observant darrere la muralla, tal com narra la llegenda. La imatge en general transmet una sensació de dinamisme, el cavall està orientat de manera contraria a l'habitual per enfocar l'atenció cap al centre del retaule i se li dona més intensitat amb la espasa enlairada. La ciutat recull una tipologia pròpia de les existents al nord d'Europa, i recrea gran quantitat de detalls com ara els escuts o la perspectiva, jugant amb elements arquitectònics.
Una de les novetats d'aquesta taula és el paisatge del fons, que suposa trencar amb la tradició gòtica del fons daurat, i ha estat interpretat com a influència flamenca. Tot i això l'obra continua magnificant alguns elements per a destacar la seva importància, com ara els objectes metàl·lics de les brides del cavall. En general l'obra mostra un enriquiment cromàtic a favor de la varietat i vivesa de colors així com una suavitat més gran del modelat dels volums, que atorguen un particular impacte visual. 162x80cm 

#### Taules de l'anunciació
Es tracta de les dues taules laterals superiors, que corresponen a l'escena de l'Anunciació, però dividida per la taula de la crucifixió.
La taula de l'esquerra presenta l'arcàngel de l'Anunciació amb una postura similar al retaule de Verdú, sostenint un filacteri. En aquesta imatge s'aprecia l'intent de crear un punt de fuga per tal de millorar la perspectiva i profunditat, però no acaba de ser ben definit degut al mur de mitja alçada. S'aprecia una millora amb els plecs de la túnica caiguda, amb un aspecte més natural. Això demostraria l'aprenentatge de l'autor, combinat amb les ja molt utilitzades parts daurades de signe simbòlic i religiós.
La taula de la dreta presenta la Mare de Déu de l'Anunciació en actitud de pregària en presència de l'àngel. És interessant el ric repertori d'objectes pintats a la sala. Apareixen també uns lliris representant la puresa de la verge, així com el colom, símbol de l'Esperit Sant, amb el nimbe crucífer. Aquesta és una imatge en la qual l'autor es va concentrar molt en tots els detalls. El sostre interior de color roig serveix per a crear sensació de profunditat compensant la falta de perspectiva al sòl. La finestra permet veure una ciutat emmurallada.
La part superior de la taula està decorada amb un daurat ornamental i l'estofat de motius vegetals, elements molt usuals a les obres de Jaume Ferrer II. S'ha de dir que a nivell tècnic la gran recreació de detalls mostra una relació amb els ideals de la pintura flamenca del segle xv on el màxim representant a Catalunya va ser Bernat Martorell, el qual va coincidir amb Jaume Ferrer fent treballs a la Seu Vella l'any 1441.
Seguint les línies de la pintura es considera que l'obra va ser pintada sencera, i posteriorment separada en dues taules. Aquest és clarament el fet més curiós de la taula, una pràctica poc habitual però que s'havia vist en un dels tríptics de Joan Mates.

#### Crucifixió
Aquesta és la taula que corona l'espai central i com ja indica el nom es tracta de la representació de la escena on Crist va ser crucificat. És sens dubte el tema central de la iconografia cristiana i l'element més fàcil de reconèixer, tot i que la representació de Crist mort no va arribar fins al segle xi, anteriorment es presentava viu i triomfal. En aquesta escena també s'hi representen els lladres bo i dolent, diferenciats entre ells per la forma de crucifixió i les característiques físiques, uns soldats jugant-se la túnica als daus, les santes mullers i Sant Joan. El fet que Crist estigui travessat pel llancer indica que s'agafa com a referència i font bíblica l'Evangeli segons Sant Joan.
Des del punt de vista tècnic s'aprecia una composició de l'escena una mica descuidada, ja que tots els personatges es troben al mateix pla, i hi ha una manca de profunditat. És interessant de destacar la riquesa de colors que es proporciona a alguns elements, i l'alternança de tons que creen contrast entre els objectes situats en primer pla i els situats al fons com les muntanyes.

Com a dada general, la sensibilitat religiosa i el protagonisme de la Mare de Déu va d'acord amb la popularitat que va adquirir el culte a aquesta figura al llarg dels segles xv, xvi i xvii.

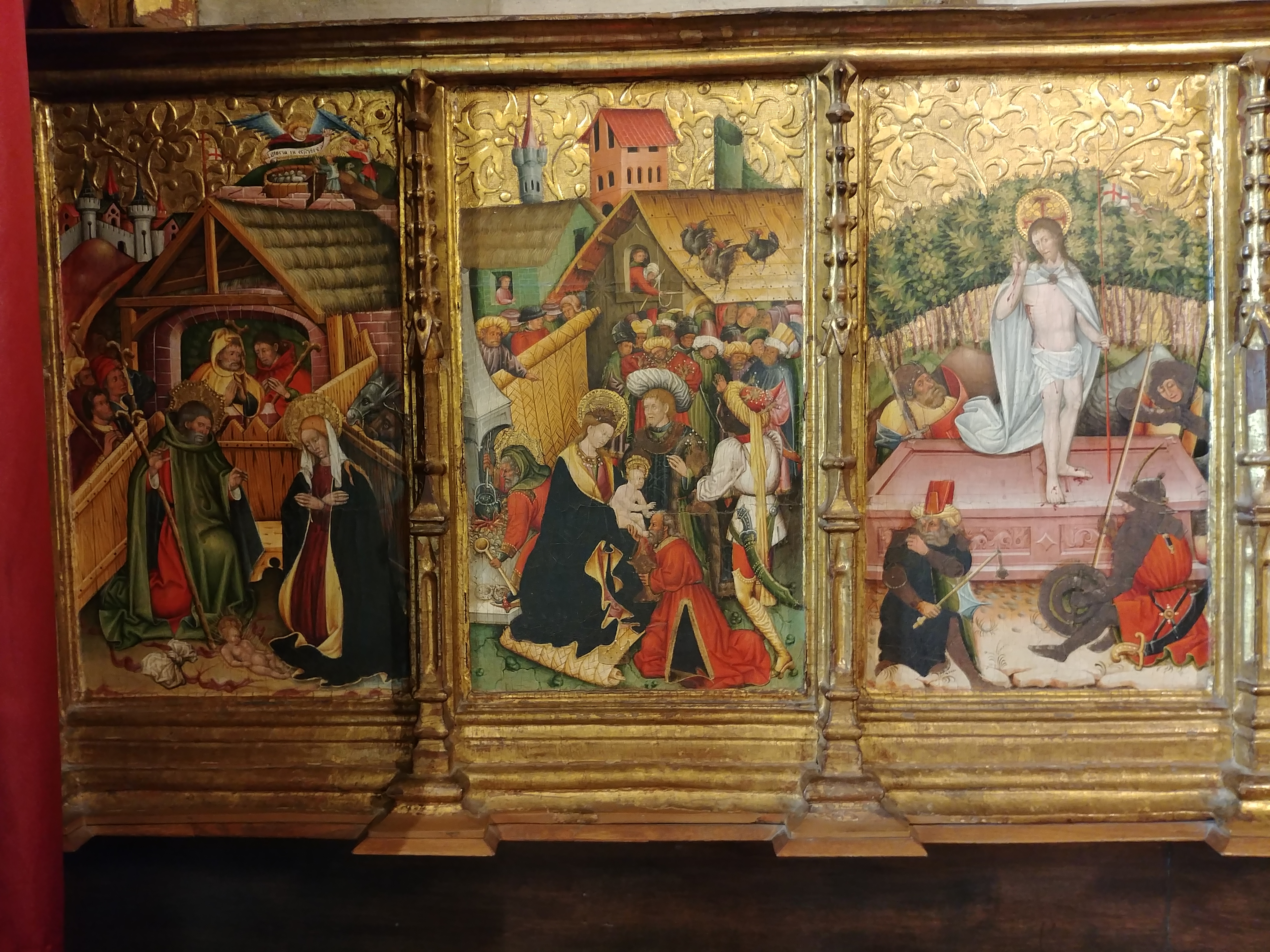
Taules de la 1 a la 3 del bancal

### Bancal
El bancal o predel·la del retaule presenta 7 taules amb diferents escenes bíbliques, que es descriuen d'esquerra a dreta.

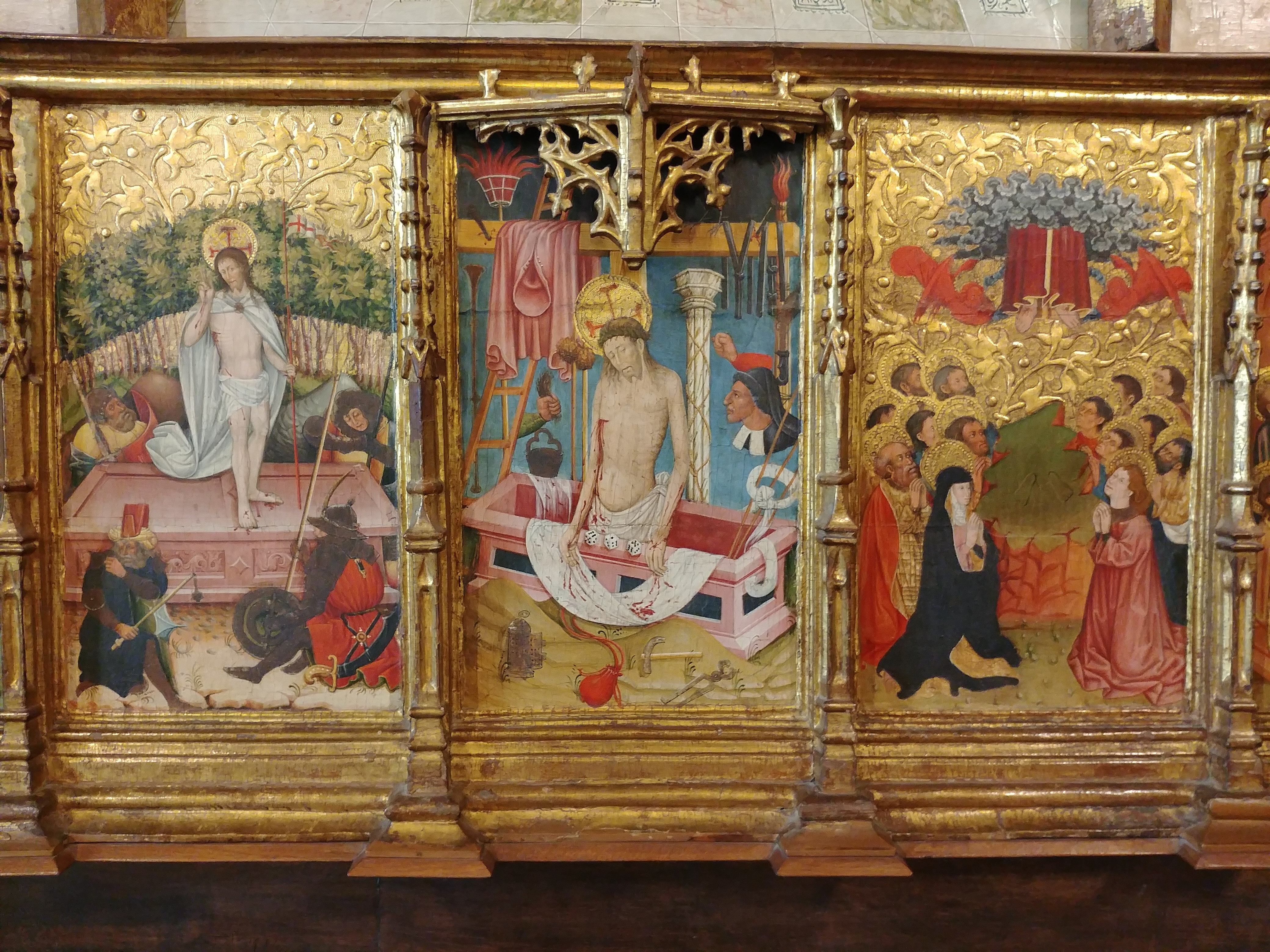
Taules de la 3 a la 5 al bancal

- A la primera s'hi representa l'escena de la nativitat amb l'adoració dels pastors. Hi apareixen sant Josep, la Mare de Déu, i el nen Jesús a l'establia. Aquestes figures de gran detall i expressió tècnica es troben en primer pla, i en segon pla hi ha els animals i els pastors, amb les mans unides en actitud de pietat i adoració. A la part superior dreta si es mira detalladament s'aprecia l'escena de l'anunci als pastors on l'àngel porta un filacteri on s'escriu Gloria in Eclesis.Taules de la 3 a la 5 al bancal En la segona taula s'hi representa una Epifania amb l'arribada dels Reis d'Orient. Un detall a destacar és la presència del rei negre, ja que aquesta figura no es va popularitzar fins un segle més tard.
- En la tercera hi apareix la resurrecció, un moment més avançat en la vida de Crist. Recorda una obra del mateix pintor a l'església de Santa Maria de Verdú.
- La quarta taula es podria relacionar amb el Crist en Pietat, una imatge que generalment apareix en braços de la Mare de Déu o altres personatges.
- En la següent taula, la cinquena, s'hi reprodueix el moment de l'Ascensió, i s'hi representen onze apòstols
- La sisena taula fa referència a la Pentecosta, el moment després de la mort i resurrecció en el qual Crist torna en forma d'esperit sant.
- La darrera taula reprodueix l'escena de la Dormició de la Mare de Déu, és a dir, el trànsit de la Mare de Déu.

### Guardapols
Hi ha guardapols tant en la part superior com als laterals, aquests elements tenen la funció de protegir la integritat de l'obra en general i al mateix temps són aprofitats per a enriquir-la encara més. Al de la part superior apareix l'anagrama IHS flanquejat per dos àngels vermells seguits d'altres figures. Al costat dret hi apareix l'escut de Lleida.
Als guardapols externs dels carrers laterals, a la zona superior de l'esquerra hi ha Sant Francesc d'Assís i a la dreta Sant Domènec. A la part inferior esquerra hi apareix Sant Agustí, i al costat esquerre Sant Jeroni.